# Jiumen Manzu Xiang
Jiumen Manzu Xiang (kinesiska: 旧门满族乡, 旧门) är en socken i Kina. Den ligger i provinsen Liaoning, i den nordöstra delen av landet, omkring 270 kilometer sydväst om provinshuvudstaden Shenyang. Antalet invånare är 9596. Befolkningen består av 4 609 kvinnor och 4 987 män. Barn under 15 år utgör 16,0 %, vuxna 15-64 år 73 %, och äldre över 65 år 10,0 %.
Genomsnittlig årsnederbörd är 723 millimeter. Den regnigaste månaden är juli, med i genomsnitt 177 mm nederbörd, och den torraste är februari, med 4 mm nederbörd.